# Volta à Costa Rica
A Volta Ciclista à Costa Rica (oficialmente: Vuelta Internacional a Costa Rica) é uma carreira ciclista por etapas que se realiza na Costa Rica e cuja primeira edição se disputou no ano 1965 e desde a criação dos Circuitos Continentais UCI em 2005 faz parte do UCI America Tour, dentro da categoria 2.2 (última categoria do profissionalismo); anteriormente foi-o de categoria 2.5 (igualmente última categoria do profissionalismo).
A carreira é organizada pela Federação Costarricense de Ciclismo.

## Maillots de líder
Estes têm sofrido muitas mudanças de cores, estilos e nomes já que dependendo da marca patrocinadora de cada um dos maillots os foram modificando.
Os maillots utilizados normalmente durante as diferentes edições da Volta à Costa Rica foram os seguintes:
O líder da classificação geral distingue-lho com um maillot amarelo com manchas Negras. 
O líder da classificação da montanha leva um maillot branco com lunares Vermelhos.
O líder da classificação de metas volantes leva um maillot Vermelho.
O líder da classificação para menores de 23 anos (sub-23) leva um maillot Branco.
O líder da classificação da regularidade leva um Maillot Verde com manchas Negras. 
O líder da classificação da regularidade leva um Maillot Azul com manchas Negras. 

## Palmarés
| Ano  | Vencedor                   | Segundo                  | Terceiro              |
| ---- | -------------------------- | ------------------------ | --------------------- |
| 1965 | José Luis Sánchez          | Miguel Ángel Sánchez     | José Manuel Soto      |
| 1966 | Saturnino Rustrián         |                          |                       |
| 1967 | José Manuel Soto           |                          |                       |
| 1968 | Saturnino Rustrián         | José Luis Sánchez        | Alfredo Díaz          |
| 1969 | Evaristo Fino              | Gustavo Rincón           | Danilo Buitrago       |
| 1970 | Arturo García              | Agustín Alcántara        | José Manuel Soto      |
| 1971 | José Manuel Soto           |                          |                       |
| 1972 | Samuel Herrera             | José Manuel Soto         | Pedro Acu Tura        |
| 1973 | Wilfredo Insuasti          | Norberto Cáceres         | Carlos Siachoque      |
| 1974 | Rodolfo Vitela             | Manuel Parra             | Manuel Cejas          |
| 1975 | Efraín Pulido              | Héctor Espitia           | Arturo Matamoros      |
| 1976 | Norberto Cáceres           | Plinio Casas             | Arturo Matamoros      |
| 1977 | Carlos Alvarado            | Nerio Morales            | Stevj Jefnings        |
| 1978 | Fernando Fontes            | Carlos Alvarado          | Laurence Malone       |
| 1979 | Herman Loaiza              | Fabio Parra              | Carlos Mesa           |
| 1980 | Dale Stetina               | Ramón Zavaleta           | Marco Antonio López   |
| 1981 | Alexis Villalobos          | Rodrigo Montoya          | Miguel Arias          |
| 1982 | Samuel Cabrera             | Efrain Guevara Gómez     | Carlos Palacios       |
| 1983 | José Antonio Agudelo Gómez | Heriberto Urán           | Pedro Soler           |
| 1984 | Oliverio Cárdenas          | Segundo Chaparro         | Carlos Alvarado       |
| 1985 | Néstor Freddy Barrera      |                          |                       |
| 1986 | Juan de Dios Castillo      | Rigoberto Zúñiga         | Luis Ovidio Vargas    |
| 1987 | Carlos Bermúdez            | Marcos Quesada           |                       |
| 1988 | Efraín Rico                | Alexis Villalobos        | Federico Muñoz        |
| 1989 | Raúl Montero               | Carlos Bermúdez          | Andrés Brenes         |
| 1990 | Alfredo Zamora             | Andrés Brenes            | Héctor Palacio        |
| 1991 | Edgar Sánchez              | Hernán Patiño            | Andrés Brenes         |
| 1992 | Luis Espinosa              | Alberto Camargo          | Libardo Niño          |
| 1993 | Adrián Víquez              | Marcos Wilches           | Alfredo Zamora        |
| 1994 | Andrés Brenes              | Gustavo Wilches          | Marcos Wilches        |
| 1995 | Raúl Gómez Suárez          | Federico Ramírez         | Santiago Amador       |
| 1996 | Luis Morera                | Julio Ernesto Bernal     | José Luis Vanegas     |
| 1997 | Gregorio Ladino            | Federico Ramírez         | Johnny Ruiz           |
| 1998 | Hernán Darío Muñoz         | Víctor Niño              | Ubaldo Meza           |
| 1999 | Miguel Arroyo              | José Adrián Bonilla      | Álvaro Lozano         |
| 2000 | Federico Ramírez           | Álvaro Lozano            | Miguel Arroyo         |
| 2001 | Gregorio Ladino            | Alexis Rojas             | Julio César Rangel    |
| 2002 | Julio César Rangel         | Gregorio Ladino          | Marconi Durán Montoya |
| 2003 | José Adrián Bonilla        | Marconi Durán Montoya    | Álvaro Sierra         |
| 2004 | Israel Ochoa               | Libardo Niño             | Paulo Vargas          |
| 2005 | Juan Carlos Rojas          | Henry Raabe              | Andrey Amador         |
| 2006 | Henry Raabe                | Juan Pablo Araya         | Juan Carlos Rojas     |
| 2007 | Henry Raabe                | Francisco Colorado       | Gregory Brenes        |
| 2008 | Gregory Brenes             | José Adrián Bonilla      | Arnold Alcolea        |
| 2009 | Janier Acevedo             | Gregory Brenes           | Julián Rodas          |
| 2010 | Juan Carlos Rojas          | Henry Raabe              | Aldo Valero           |
| 2011 | José Adrián Bonilla        | Freddy Montaña           | Juan Carlos Rojas     |
| 2012 | Óscar Sánchez              | Román Villalobos         | Fabricio Quirós       |
| 2013 | Juan Carlos Rojas          | Elías Vega               | Bryan Villalobos      |
| 2014 | Juan Carlos Rojas          | César Rojas              | Josué González        |
| 2015 | Juan Carlos Rojas          | Román Villalobos         | Josué González        |
| 2016 | César Rojas                | Juan Carlos Rojas        | Román Villalobos      |
| 2017 | Román Villalobos           | Efrén Santos             | Joseph Chavarría      |
| 2018 | Brian Salas                | Daniel Bonilla           | Diego Cano            |
| 2019 | Daniel Bonilla             | Efrén Santos             | Luis López            |
| 2022 | Marco Suesca               | Carlos Alberto Gutiérrez | Daniel Bonilla        |
| 2023 | Juan Diego Alba            | Kevin Rivera             | Sergio Arias          |
| 2024 | Luis Daniel Oses           | Joseph Ramírez           | Alejandro Granados    |

### Outros dados
| Ano  | Ganhador                     | Equipa                                 | km      | Etapas |
| ---- | ---------------------------- | -------------------------------------- | ------- | ------ |
| 1965 | José Luis “El Negro” Sánchez | Sanyo Costa Rica                       | 521     | 5      |
| 1966 | Saturnino Rustrián           | Selecção da Guatemala A                | 703     | 7      |
| 1967 | José Manuel Soto             | Selecção da Costa Rica A               | 706     | 7      |
| 1968 | Saturnino Rustrián           | Caminhos da Guatemala                  | 981     | 9      |
| 1969 | Evaristo Fino                | O Colorado de Colômbia                 | 1.267   | 11     |
| 1970 | Arturo García                | Cuarteta Windsor                       | 1.276   | 10     |
| 1971 | José Manuel Soto             | Jabón Spreed                           | 1.066   | 9      |
| 1972 | Samuel de Jesús Herrera      | Ejercito-Calçado Cobán                 | 972     | 8      |
| 1973 | Wilfredo Insuasti            | Reyco Mexam Colômbia                   | 1.113   | 9      |
| 1974 | Rodolfo Vitela               | Selecção do México                     | 1.091   | 9      |
| 1975 | Efraín Polido                | Colômbia                               | 863     | 7      |
| 1976 | Norberto Cáceres             | Boyacá Colombia                        | 1.045   | 8      |
| 1977 | Carlos Alvarado              | Banco de Costa Rica                    | 907     | 7      |
| 1978 | Fernando Fontes              | Clube Martell                          | 896     | 7      |
| 1979 | Herman Loaiza                | Metalco Colombia                       | 1.137   | 9      |
| 1980 | Dale Stetina                 | Estados Unidos                         | 1.196   | 10     |
| 1981 | Alexis Villalobos            | Metalco Costa Rica                     | 1.144   | 10     |
| 1982 | Samuel Cabrera               | SAM Colômbia                           | 1.164   | 10     |
| 1983 | Antonio Agudelo              | Metalco A Costa Rica                   | 1.312,6 | 11     |
| 1984 | Oliverio Cárdenas            | Casa Víctor Colombia                   | 1.655   | 13     |
| 1985 | Néstor Freddy Barreira       | Colômbia                               | 1.441,5 | 12     |
| 1986 | Juan de Deus Castillo        | Bicicletas Alvarado                    | 1.621   | 12     |
| 1987 | Carlos Bermúdez              | Alvarado Ciclo Los Ases                | 1.405   | 13     |
| 1988 | Efraín Rico                  | Selecção de Colômbia                   | 1.525   | 13     |
| 1989 | Raúl Montero                 | Electrónica Hidalgo                    | 1.647   | 12     |
| 1990 | Alfredo Zamora               | RCA – Electrodomésticos                | 1.336   | 14     |
| 1991 | Edgar Sánchez                | Pizza Hut                              | 1.832   | 14     |
| 1992 | Luis Espinosa                | Maçã Postobón                          | 1.819   | 13     |
| 1993 | Adrián Víquez                | Jaisa Philips O Globo                  | 1.635   | 12     |
| 1994 | Andrés Brenes                | Pizza Hut – Squirt A                   | 1.891,8 | 14     |
| 1995 | Raúl Gómez                   | Pizza Hut                              | 1.676,5 | 14     |
| 1996 | Luis Morera                  | Pizza Hut                              | 1.463,4 | 13     |
| 1997 | Gregorio Ladino              | El Verdugo-Jaisa B                     | 1.676   | 12     |
| 1998 | Hernán Darío Muñoz           | Restaurante AS O Globo Jaisa           | 1.550,5 | 12     |
| 1999 | Miguel Arroyo                | Canel’s Turbo                          | 1.643,4 | 12     |
| 2000 | Federico Ramírez             | Café de Costa Rica- Pizza Hut A        | 1.579,4 | 12     |
| 2001 | Gregorio Ladino              | Café de Costa Rica- Pizza Hut A        | 1.229   | 11     |
| 2002 | Julio César Rangel           | 2x1 Pizza - Loja o Globo – Jaisa A     | 1.495,4 | 12     |
| 2003 | José Adrián Bonilla          | Pizza Hut - Bancrédito                 | 1.674   | 14     |
| 2004 | Israel Ochoa                 | Ferretería El Mar Video Visión         | 1.596,6 | 13     |
| 2005 | Juan Carlos Rojas            | Pasoca – Duas Pinos – Hotel Los Lagos  | 1.738,4 | 13     |
| 2006 | Henry Raabe                  | BCR-Pizza Hut-KHS                      | 1.438,6 | 12     |
| 2007 | Henry Raabe                  | BCR-Pizza Hut-KHS                      | 1.512,5 | 13     |
| 2008 | Gregory Brenes               | BCR-Pizza Hut                          | 1.386,7 | 14     |
| 2009 | Janier Acevedo               | Great Wall Indeportes Antioquia        | 1.306   | 12     |
| 2010 | Juan Carlos Rojas            | JPS-Giant                              | 1.404   | 12     |
| 2011 | José Adrián Bonilla          | Citi Economy Blue                      | 1.429,1 | 12     |
| 2012 | Óscar Sánchez                | Selecção da Colômbia GW Shimano        | 1.423,6 | 12     |
| 2013 | Juan Carlos Rojas            | JPS-Giant                              | 1.519,8 | 12     |
| 2014 | Juan Carlos Rojas            | Frijoles Os Tierniticos – Arroz Halcón | 1.413   | 11     |
| 2015 | Juan Carlos Rojas            | Frijoles Os Tierniticos – Arroz Halcón | 1.413   | 11     |
| 2016 | César Vermelhas              | Frijoles Os Tierniticos – Arroz Halcón | 1.670,2 | 12     |
| 2017 | Román Villalobos             | A Alumínios-Metalusa                   | 1.303,3 | 10     |
| 2018 | Brian Salas                  | Nestlé 7C CBZ Giant                    | 1227,06 | 10     |

### Mais vitórias
| Ciclista            | Vitórias | Anos                         |
| ------------------- | -------- | ---------------------------- |
| Juan Carlos Rojas   | 5        | 2005, 2010, 2013, 2014, 2015 |
| José Adrián Bonilla | 2        | 2003, 2011                   |
| Henry Raabe         | 2        | 2006, 2007                   |
| Gregorio Ladino     | 2        | 1997, 2001                   |
| José Manuel Soto    | 2        | 1967, 1971                   |
| Saturnino Rustrián  | 2        | 1966, 1968                   |

## Palmarés por países
| País           | Vitórias |
| -------------- | -------- |
| Costa Rica     | 27       |
| Colômbia       | 20       |
| México         | 3        |
| Guatemala      | 3        |
| Venezuela      | 1        |
| Estados Unidos | 1        |